# フェラーリ・F2004
フェラーリ F2004 (Ferrari F2004) は、スクーデリア・フェラーリが2004年のF1世界選手権参戦用に開発したフォーミュラ1カーで、ロス・ブラウンとロリー・バーンが設計した。2004年の開幕戦から、2005年第2戦まで実戦投入された。フェラーリとしてのコードナンバーは655。
2005年は第2戦までF2004Mが使用され、その後2005年から2006年のオフシーズンにかけて248F1に搭載するV8エンジンTipo056のテストにも利用された。

## F2004
2003年シーズンにおいて、最終戦までタイトル争いがもつれ込むつらい展開となったフェラーリは、2004年にはマシンの信頼性がタイトル争いのアキレス腱になるだろうと予想し、前年型のF2003-GAを発展開発する方針をとった。

### 構造
サイドポンツーンの形状はリファインされる程度にとどまった。F2003-GAは空力的に神経質な面を持っていたため、F2004はそれを改善するために若干ダルな部分が見受けられる。ロールフープ部分にはミッドウイングが装着され、リヤアクスル上にもウイングがテストされていた。フロントウイングはメインプレーンに段差が翼端近くにあるほか、リヤウイングは、翼端渦に考慮して翼端板と接する部分は斜めにカットされている。ギヤボックスケーシングは、F2003-GAでのチタン製から、チタン製ハウジングにカーボンファイバーを覆う複合構造にして10kgの軽量化を果たした。
フロントウイングは、ハイダウンフォースサーキット（第1 - 7,10,11戦）では2枚フラップの3枚仕様が主に使用されたが、ミドル・ローダウンフォースサーキット（第8,9戦）や、新型を投入した第12戦ドイツGP以降はすべて1枚フラップの2枚仕様となっている。
1グランプリ1エンジン規則が導入されたこともあり、F2004は開幕戦から投入された。

### カラーリング
先代のマシンであるF2003-GAを踏襲しているが、ノーズ上のカーナンバー表記が黒から白に変更された。また、エンジンカバーいっぱいの大きさで描かれるマールボロロゴは、第5戦スペインGP以降、サイズが若干縮小された。さらに、ボーダフォンロゴにも若干変化がみられる。
第14戦ベルギーGPで、フェラーリはF1参戦700戦目を迎えた。それを記念して、ウイングレット翼端板に翼端板の形状を模したデザインの記念ロゴを貼り付けた。

### 2004年シーズン

第6戦モナコGPでのF2004

2004年1月26日に、チームの本拠地であるイタリア・マラネロで発表された。その後、1月31日にミハエル・シューマッハによってフィオラノサーキットでシェイクダウンが行われた。シューマッハ自身は、新車発表会で「2004年シーズンはすごくタフなシーズンになる」と、述べていた。しかし、実際開幕してみると2002年の再現であった。シューマッハは開幕から第5戦まで5連勝。第6戦モナコGPではトップ走行中に追突されてクラッシュ・リタイヤとなってしまったが、第7戦から7連勝。ルーベンス・バリチェロも第15, 16戦と連勝した。両ドライバーは1回ずつリタイヤしたが、両方とも他車と絡んでクラッシュでメカニカルトラブルはなかったというほど信頼性に優れたマシンだった。このシーズンは15勝10PP、どちらかのドライバーが必ず表彰台に上がるという大活躍をした。
新型パーツの投入も絶え間なく継続された。第4戦サンマリノGPでは、コンパクトなエンジンカウルを投入。同時にミッドウイングも小型化された。当初はサイドポンツーンの排熱にルーバーを用いていたが、第6戦モナコGP以降はチムニーダクト（煙突）に変更。これは空力面についても意識しており、路面に対して斜め上を向いている。フロントウイングは、第12戦ドイツGPで中央部分を大きく湾曲させた新型が投入された。
実戦では、ロス・ブラウンによる効果的な作戦が行われた。フランスGPではピットストップを4回もすることで走行時の燃料を少なくしてスピードを上げることができ、最終的にポールシッターのフェルナンド・アロンソを逆転するなど、ブラウンらしさの現れたレースだった。

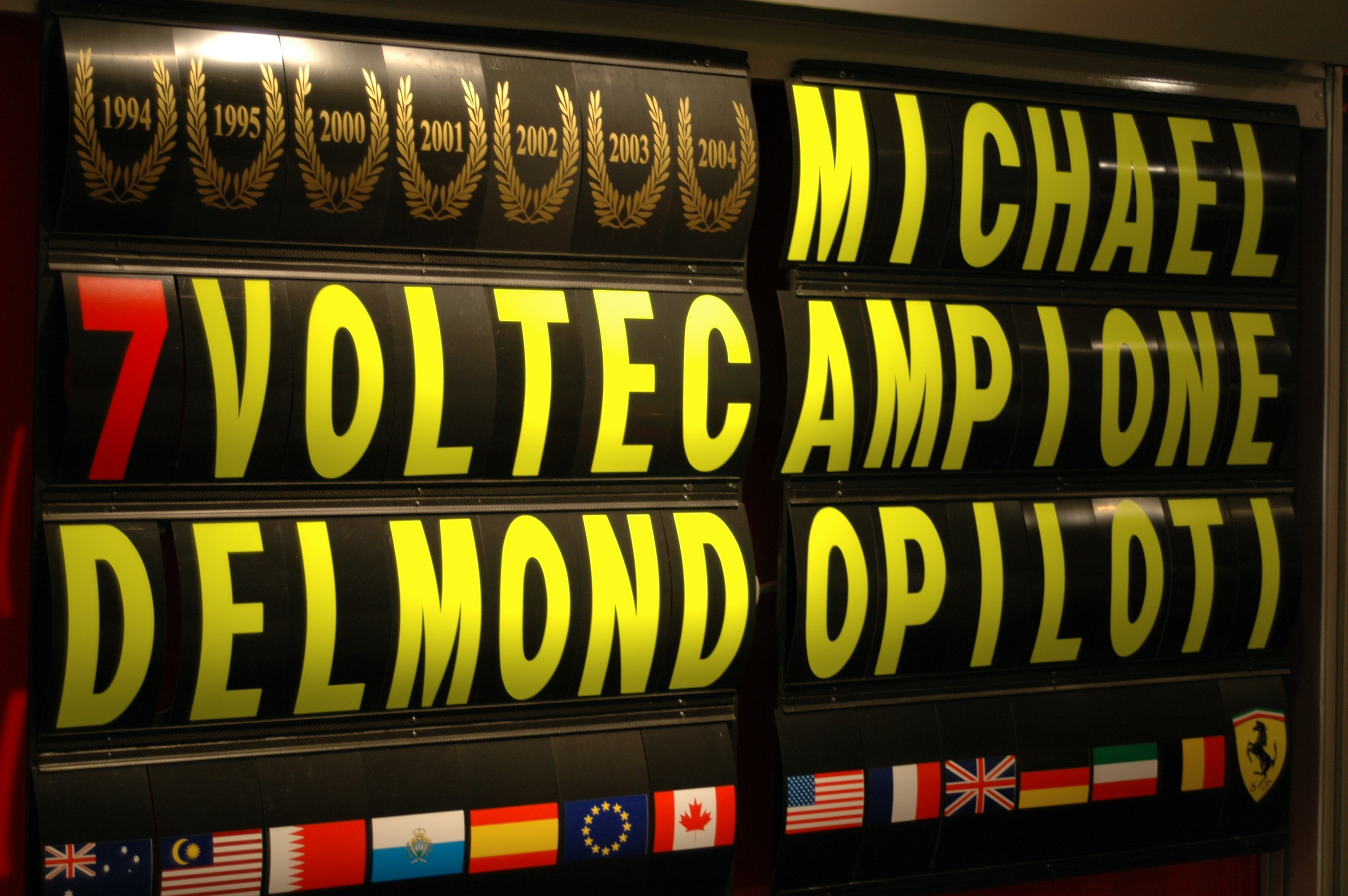
ミハエルの7度目のタイトル獲得を祝福するサインボード。

このベルギーGPで、シューマッハは自身7度目のドライバーズタイトル獲得を決めた。このGPでは、気温がそれほど上昇しなかったため、チムニーがコースの内側となる右側のみ装着されていた。

### スペック

#### シャーシ
- シャーシ名 F2004(655)
- シャーシ構造 カーボンファイバー/ハニカムコンポジット複合構造モノコック
- 全長 4,545mm
- 全幅 1,796mm
- 全高 959mm
- ホイールベース 3,050mm
- 前トレッド 1,450mm
- 後トレッド 1,405mm
- クラッチ ザックス・AP
- ブレーキキャリパー ブレンボ
- ブレーキディスク・パッド ブレンボ,カーボンインダストリー[11]/ベンチレーテッド式カーボンファイバーディスクブレーキ
- サスペンション 前後プッシュロッドアクティブトーションスプリング/ダブルウィッシュボーン
- ダンパー ザックス
- ホイール BBS13インチ
- タイヤ ブリヂストン
- ギアボックス 縦置きスリップディファレンシャル制御7速＋リバース1速セミオートマチック/チタン・カーボンファイバー製ケーシング
- シートベルト サベルト
- 重量 冷却水、潤滑油、ドライバーを含めて605kg（決勝は600kg）

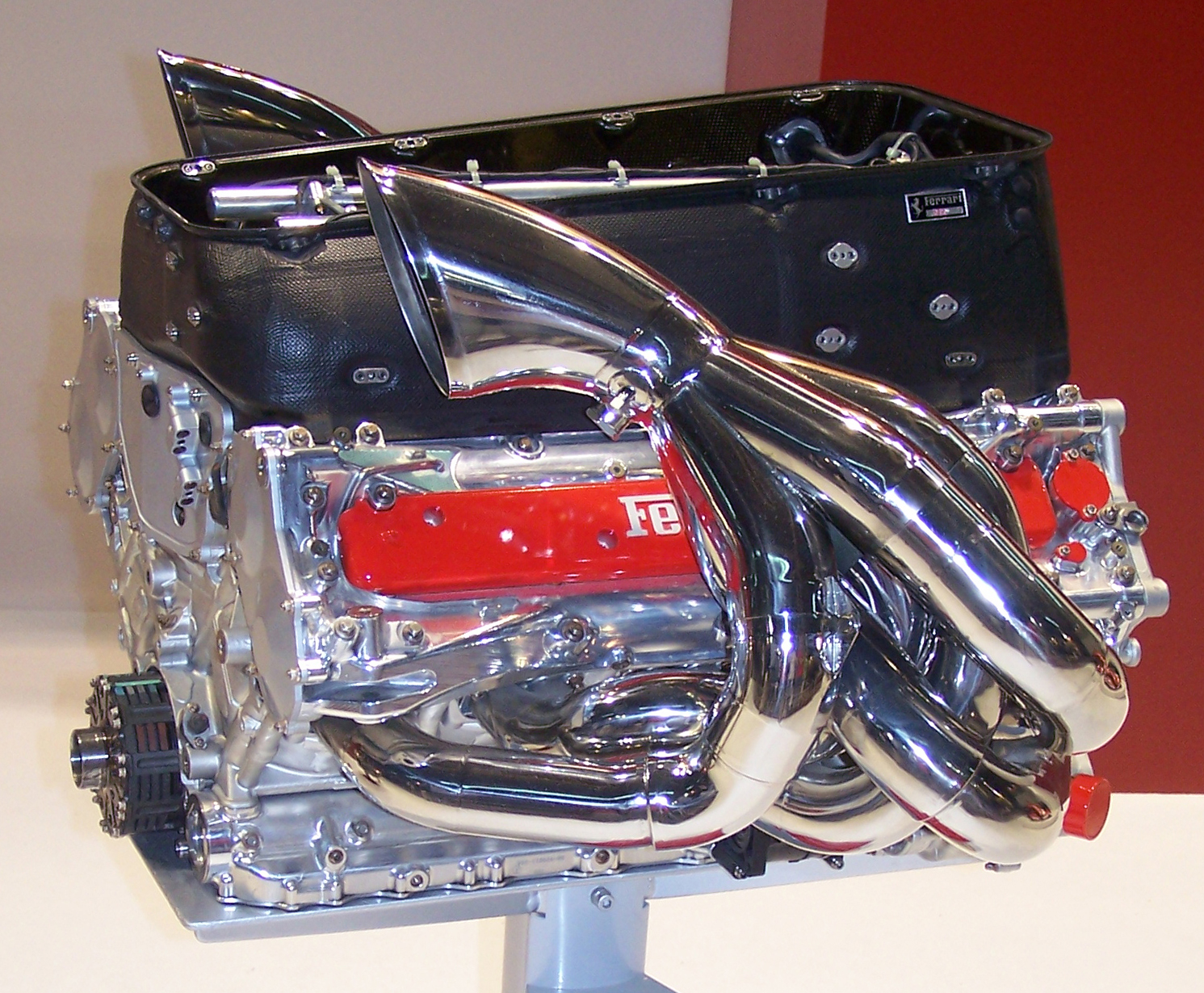
F2004とF2004Mに搭載されたTipo053

#### エンジン
- エンジン名 フェラーリTipo053
- 気筒数・角度 V型10気筒・90度
- 排気量 2,997cc
- 最高回転数 18,600回転以上
- 最大馬力 880馬力以上
- 重量 95kg以下
- スパークプラグ NGK
- 燃料 シェル
- 潤滑油 シェル
- イグニッション マニエッティ・マレリ
- インジェクション マニエッティ・マレリ

### 記録
| 年   | No. | ドライバー             | 1   | 2   | 3   | 4   | 5   | 6   | 7   | 8   | 9   | 10  | 11  | 12  | 13  | 14  | 15  | 16  | 17  | 18  | ポイント | ランキング |
| 年   | No. | ドライバー             | AUS | MAL | BHR | SMR | ESP | MON | EUR | CAN | USA | FRA | GBR | GER | HUN | BEL | ITA | CHN | JPN | BRA | ポイント | ランキング |
| ---- | --- | ---------------------- | --- | --- | --- | --- | --- | --- | --- | --- | --- | --- | --- | --- | --- | --- | --- | --- | --- | --- | -------- | ---------- |
| 2004 | 1   | ミハエル・シューマッハ | 1   | 1   | 1   | 1   | 1   | Ret | 1   | 1   | 1   | 1   | 1   | 1   | 1   | 2   | 2   | 12  | 1   | 7   | 262      | 1位        |
| 2004 | 2   | ルーベンス・バリチェロ | 2   | 4   | 2   | 6   | 2   | 3   | 2   | 2   | 2   | 3   | 3   | 12  | 2   | 3   | 1   | 1   | Ret | 3   | 262      | 1位        |

- 太字はポールポジション、斜字はファステストラップ。(key)
- 年間15勝 12PP（2004年）
- コンストラクターズチャンピオン獲得。
- ドライバーズタイトル獲得（ミハエル・シューマッハ）13勝 8PP 10FL
- ドライバーズランキング2位（ルーベンス・バリチェロ）2勝 4PP 2FL

### シャーシ履歴
F2004は234から241の8台が製造された。このうち、実際にレースに出走したモノコックは234 - 236,239 - 241の6台だった。237は第2 - 5,7,8,10 - 13戦でスペアカーとして、第9戦でTカーとして持ち込まれるにとどまり、238はテスト専用シャーシだった。
なお、234は、2005年6月28日にフィオラノで開催されたオークションに出品された。
| 年 | ドライバー             | 1   | 2   | 3   | 4   | 5   | 6   | 7   | 8       | 9   | 10  | 11  | 12  | 13  | 14  | 15  | 16  | 17  | 18      |
| 年 | ドライバー             | AUS | MAL | BHR | SMR | ESP | MON | EUR | CAN     | USA | FRA | GBR | GER | HUN | BEL | ITA | CHN | JPN | BRA     |
| -- | ---------------------- | --- | --- | --- | --- | --- | --- | --- | ------- | --- | --- | --- | --- | --- | --- | --- | --- | --- | ------- |
| 1  | ミハエル・シューマッハ | 234 | 234 | 234 | 234 | 234 | 234 | 239 | 239     | 239 | 239 | 239 | 239 | 239 | 239 | 239 | 239 | 239 | 239,241 |
| 2  | ルーベンス・バリチェロ | 236 | 236 | 236 | 236 | 236 | 235 | 235 | 235,236 | 236 | 240 | 240 | 240 | 240 | 240 | 240 | 240 | 240 | 240     |

## F2004M

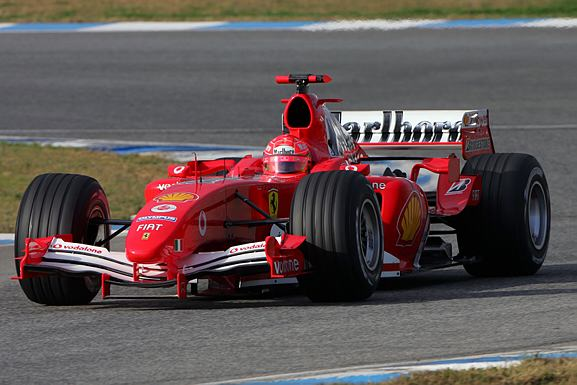
ヘレス・サーキットでF2004Mをドライブするシューマッハ。フロントウイングとリヤウイングがF2004とはまったく違う形になっている

2005年シーズンは大幅にエアロダイナミクスなどの規則が変更されたが、フェラーリは新車F2005をほぼ完璧な状態にしてからデビューさせたかったものの、開幕までに開発が完了しないことが予想された。そこでチームは暫定マシンとしてF2004に2005年レギュレーションに適合するような改良を施した「F2004M」を製作した。F2004Mの「M」はイタリア語で「改良された」という意味のModificatoから付けられた。ノーズのボリュームが増し、フロントウイング中央部に小さなウイング状部品が取り付けられていた。リヤウイングやディフューザーも規定にあわせて変更された。

### 2005年シーズン

#### プレシーズン
2005年1月20日にフィオラノサーキットにおいて、アンドレア・ベルトリーニによってシェイクダウンされた。
同月28日から行われていたバルセロナ合同テストに持ち込まれ、シューマッハがドライブした。2月2日から行われたバレンシア合同テストではバリチェロがドライブを行った。

#### シーズン開幕
開幕戦は雨の影響で予選が混乱。後方からのスタートとなったシューマッハは順位を上げて行くも中盤にニック・ハイドフェルドと接触してレースを終えた。バリチェロが2位表彰台を獲得。この時点ではチームもシーズンを楽観視していた。しかし、第2戦のマレーシアGPではドライコンディションで行われたが両ドライバーとも予選で10位以内につくことができなかった。決勝でも上位でクラッシュがあったためシューマッハは7位入賞できたがバリチェロがリタイヤ、と散々な結果を突きつけられた。これはフェラーリ陣営を慌てさせるには十分で、当初の予定よりも2戦・1ヶ月早めてF2005が投入されることとなった。F2004Mは第2戦で役目を終えた。
マレーシアGPでは、排熱用のルーバーとチムニーの併用が初めて採用された。

### スペック

#### シャーシ
- シャーシ名 F2004M(655)
- シャーシ構造 カーボンファイバー/ハニカムコンポジット複合構造モノコック
- 全長 4,545mm
- 全幅 1,796mm
- 全高 959mm
- ホイールベース 3,050mm
- 前トレッド 1,450mm
- 後トレッド 1,405mm
- クラッチ ザックス・AP
- ブレーキキャリパー ブレンボ
- ブレーキディスク・パッド ブレンボ/ベンチレーテッド式カーボンファイバーディスクブレーキ
- サスペンション 前後プッシュロッドアクティブトーションスプリング/ダブルウィッシュボーン
- ダンパー ザックス
- ホイール BBS13インチ
- タイヤ ブリヂストン
- ギアボックス 縦置きスリップディファレンシャル制御7速＋リバース1速セミオートマチック/チタン・カーボンファイバー製ケーシング
- シートベルト サベルト
- 重量 冷却水、潤滑油、ドライバーを含めて605kg（決勝は600kg）

#### エンジン
- エンジン名 Tipo053
- 気筒数・角度 V型10気筒・90度
- 排気量 2,997cc
- スパークプラグ NGK
- 燃料 シェル
- 潤滑油 シェル

### 記録
| 年   | No. | ドライバー             | 1   | 2   | 3   | 4   | 5   | 6   | 7   | 8   | 9   | 10  | 11  | 12  | 13  | 14  | 15  | 16  | 17  | 18  | 19  | ポイント | ランキング |
| 年   | No. | ドライバー             | AUS | MAL | BHR | SMR | ESP | MON | EUR | CAN | USA | FRA | GBR | GER | HUN | TUR | ITA | BEL | BRA | JPN | CHN | ポイント | ランキング |
| ---- | --- | ---------------------- | --- | --- | --- | --- | --- | --- | --- | --- | --- | --- | --- | --- | --- | --- | --- | --- | --- | --- | --- | -------- | ---------- |
| 2005 | 1   | ミハエル・シューマッハ | Ret | 7   |     |     |     |     |     |     |     |     |     |     |     |     |     |     |     |     |     | 100*     | 3位        |
| 2005 | 2   | ルーベンス・バリチェロ | 2   | Ret |     |     |     |     |     |     |     |     |     |     |     |     |     |     |     |     |     | 100*     | 3位        |

- 太字はポールポジション、斜字はファステストラップ。(key)
- 開幕2戦のみF2004Mを使用し、10ポイント獲得。
- ミハエル・シューマッハ　予選最高位13位 決勝最高位7位
- ルーベンス・バリチェロ　予選最高位12位 決勝最高位2位

## シーズン終了後

### 2005 - 2006年
2005年シーズン終了後、テストではF2005よりもF2004やF2004Mが盛んに使われた。またV8エンジンテストでも使用されるなど、マシン自体の素質はF2004のほうが優れていた。
また、MotoGPライダーのバレンティーノ・ロッシが2005年のカラーリングを施したF2004でテストに臨んだ。赤一色のヘルメットを着用し、首に無理な負担が掛からないようにヘッドプロテクターは厚くされていた。一部では4輪に転向か?とのうわさがたったが、純粋なテストであった。

### 2007年
6月24日に行われたフェラーリ創立60周年を祝うイベントでシューマッハがF2004で走行した。当日は過去のフェラーリF1マシンも多数参加し、いままでのフェラーリF1ドライバー達がドーナツターンなどを披露した。

## A1グランプリカー

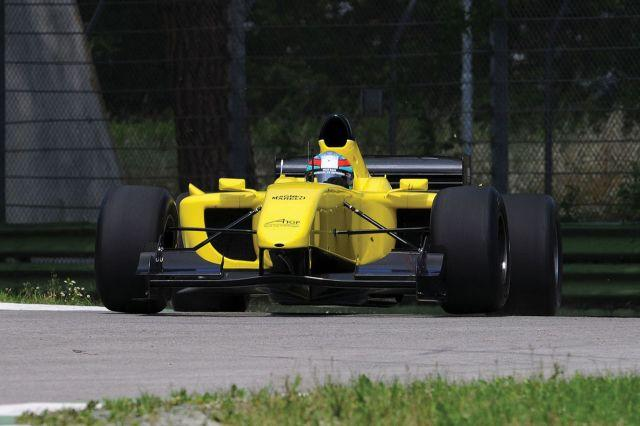
2008年以降に使用されているフェラーリ製A1グランプリカー

2005年に新たに始まったA1グランプリは当初ローラ製のシャーシを使用していたが、2008年から2009年のA1グランプリから使用されるA1グランプリカーのベースとなっている。